# Carbono-14
O carbono-14, C14 ou radiocarbono é um isótopo radioativo natural do elemento carbono, recebendo esta numeração porque apresenta número de massa 14 (6 prótons e 8 nêutrons). Este isótopo apresenta dois nêutrons a mais no seu núcleo que o isótopo estável carbono-12.

1: Formação do carbono-14.
2: Decaimento do carbono-14.
3: A equação de "igualdade" é para organismos vivos, e a "desigualdade" é para organismos mortos, nos quais o C-14 decai.

Entre os cinco isótopos instáveis do carbono, o carbono-14 é aquele que apresenta a maior meia-vida, que é de aproximadamente 5 730 anos.
Forma-se nas camadas superiores da atmosfera onde os átomos de nitrogênio-14 são bombardeados por nêutrons contidos nos raios cósmicos:
7N14 + 0n1 → 6C14 + 1H1
Reagindo com o oxigênio do ar forma dióxido de carbono ( C14O2 ), cuja quantidade permanece constante na atmosfera. Este C14O2 , juntamente com o C12O2 normal, é absorvido pelos animais e vegetais sendo, através de mecanismos metabólicos, incorporados a estrutura destes organismos. Enquanto o animal ou vegetal permanecer vivo a relação quantitativa entre o carbono-14 e o carbono-12 permanece constante. A partir da morte do ser vivo, a quantidade de C-14 existente em um tecido orgânico se dividirá pela metade a cada 5 730 anos. Cerca de 50 mil anos depois, esta quantidade começa a ser pequena demais para uma datação precisa.
Quando o ser vivo morre inicia-se uma diminuição da quantidade de carbono-14 devido a sua desintegração radioativa. No carbono-14 um nêutron do núcleo se desintegra produzindo um próton ( que permanece no núcleo aumentando o número atômico de 6 para 7 ) com emissão de uma partícula beta ( elétron nuclear ). O resultado da desintegração do nêutron nuclear do carbono-14 origina como produto o átomo de nitrogênio-14:
6C14 → 7N14 + -1β0
Como essa desintegração ocorre num período de meia-vida de 5 730 anos é possível fazer a datação radiométrica de objetos ou materiais arqueológicos com idades dentro desta ordem de grandeza. O método, por isso, não é adequado à datação de fósseis que têm idades na casa dos milhões de anos e que são datados por métodos estratigráficos e por decaimento de outros elementos radioativos.

## Datações por Carbono 14
A técnica de datação por carbono-14 foi descoberta nos anos quarenta por Willard Libby. Ele percebeu que a quantidade de carbono-14 dos tecidos orgânicos mortos diminui a um ritmo constante com o passar do tempo. Assim, a medição dos valores de carbono-14 em um objeto antigo nos dá pistas muito exatas dos anos decorridos desde sua morte.
Esta técnica é aplicável à madeira, carbono, sedimentos orgânicos, ossos, conchas marinhas - ou seja, todo material que conteve carbono em alguma de suas formas, e o absorveu, mesmo que indiretamente, como pela alimentação com organismos fotossintetizantes, da atmosfera. Como o exame se baseia na determinação de idade através da quantidade de carbono-14 e que esta diminui com o passar do tempo, ele só pode ser usado para datar amostras que tenham até cerca de 50 mil a 70 mil anos de idade.
Este limite de valor é dado pelos limites práticos da sensibilidade dos métodos analíticos, que para quantidades extremamente pequenas do elemento a detectar, passam a tornar a determinação pouquíssimo confiável ou mesmo impossível.

## A radioatividade do Carbono 14
Libby, que era químico, utilizou em 1947 um contador Geiger para medir a radioatividade do C-14 existente em vários objetos. Este é um isótopo radioativo instável, que decai a um ritmo perfeitamente mensurável a partir da morte de um organismo vivo. Libby usou objetos de idade conhecida (respaldada por documentos históricos), e comparou esta com os resultados de sua radiodatação. Os diferentes testes realizados demonstraram a viabilidade do método até cerca de 70 mil anos.
Depois de uma extração, o objeto a datar deve ser protegido de qualquer contaminação que possa mascarar os resultados. Feito isto, se leva ao laboratório onde se contará o número de radiações beta produzidas por minuto e por grama de material. O máximo são 15 radiações beta, cifra que se dividirá por dois por cada período de 5 730 anos de idade da amostra.

## Ocorrência

### Em combustíveis fósseis
Muitos compostos químicos feitos pelo homem são feitos de combustíveis fósseis, tais como o petróleo ou carvão mineral, na qual o carbono 14 deveria ter decaído significativamente ao longo do tempo. Entretanto, tais depósitos frequentemente contém traços de carbono 14 (variando significativamente, mas numa faixa de 1% da razão encontrada em organismos vivos em quantidades comparáveis a uma aparente idade de 40 mil anos para óleos com os mais altos níveis de carbono 14). Isto pode indicar possível contaminação por pequenas quantidades de bactérias, fontes subterrâneas de radiação (tais como o decaimento de urânio, através de taxas de 14C/U medidas em minérios de urânio que implicariam aproximadamente em um átomo de urânio para cada dois átomos de urânio de maneira a causar a taxa medida de 10−15 14C/12C), ou outras fontes secundárias desconhecidas de produção de carbono 14. A presença de carbono 14 na assinatura isotópica de uma amostra de material carbonáceo possivelmente indica sua contaminação por fontes biogênicas ou o decaimento de material radioativo no estrato geológico circundante.

### No corpo humano
Dado que essencialmente todas as fontes de alimentação humana são derivadas das plantas, o carbono que compõe nossos corpos contém carbono 14 na mesma concentração da atmosfera. Os decaimentos beta de nosso radiocarbono interno contribui com aproximadamente 0,01 mSv/ano (1 mrem/ano) para cada dose pessoal de radiação ionizante. Isto é pequeno comparado à doses de potássio 40 (0,39 mSv/ano) e radônio.
O carbono 14 pode ser usado como um traçador radioativo em medicina. Na variante inicial do teste respiratório com uréia, um teste diagnóstico para Helicobacter pylori, ureia etiquetada (marcada) com aproximadamente e 37 kBq (1,0 µCi) de carbono 14 é fornecida ao paciente. No caso de uma infecção por H. pylori, a enzima urease bacteriana quebrará a ureia em amônia e dióxido de carbono marcado radioativamente, o qual pode ser detectado por contagem de baixo nível na respiração do paciente. O teste respiratório de ureia com C14 tem sido grandemente substituído pelo teste respiratório de ureia com C13 o qual não apresenta questões relacionadas à radiação.

### No corpo animal
O carbono-14 pode combinar-se com o oxigênio do ar e formar gás carbônico, que se incorpora aos vegetais na fotossíntese e, indiretamente, aos animais pela cadeia alimentar. Todos os seres vivos possuem uma pequena taxa de isótopos radioativos do carbono. Quando o organismo morre, ele para de absorver esse isótopo, que se desintegra do cadáver lentamente e forma nitrogênio. A cada 5 730 anos, a taxa de carbono radioativo cai pela metade. Dessa forma, a medida da radioatividade causada pelo carbono radioativo fornece a idade aproximada do organismo.